# 뉴욕 더비
뉴욕 더비(New York Derbies) 미국 뉴욕 대도시권을 연고지로 하는 여러 축구 클럽들의 지역 더비 경기를 가리키 클럽들간의 경기 뿐만 아니라 클럽과 팬들간의 라이벌 관계를 가리키기도 단어이기도 하다.
MLS 소속의 뉴욕 레드불스와 뉴욕 시티 FC와의 허드슨 리버 더비가 대표적이다.

## 뉴욕 대도시권을 연고지로 하는 클럽
2016 시즌을 기준으로 다음과 같다.
| 리그           | 팀                          |
| -------------- | --------------------------- |
| MLS            | 뉴욕 레드불스, 뉴욕 시티 FC |
| 북미 축구 리그 | 뉴욕 코스모스               |

## 주요 더비
- 허드슨 리버 더비

뉴욕 레드불스와 뉴욕 시티 FC과의 더비이다.
- 이스트 리버 더비

뉴욕 시티 FC와 뉴욕 코스모스와의 더비이다.
- 뉴욕 레드불스와 뉴욕 코스모스와의 더비

## 같이 보기
- 서브웨이 시리즈